# Yonghe (socken i Kina, Sichuan, lat 29,25, long 102,43)
Yonghe (kinesiska: 永和乡, 永和) är en socken i Kina. Den ligger i provinsen Sichuan, i den sydvästra delen av landet, omkring 220 kilometer sydväst om provinshuvudstaden Chengdu.
Genomsnittlig årsnederbörd är 1 220 millimeter. Den regnigaste månaden är juli, med i genomsnitt 251 mm nederbörd, och den torraste är januari, med 5 mm nederbörd.